# Nowy Jarosław
Nowy Jarosław (deutsch Neu Järshagen) ist ein Dorf in der polnischen Woiwodschaft Westpommern und gehört zur Landgemeinde Darłowo (Rügenwalde) im Kreis Sławno (Schlawe).

## Geographische Lage
Nowy Jarosław liegt im nördlichen Bereich des Powiat Sławieński, einen halben Kilometer südwestlich von Stary Jarosław (Alt Järshagen). Bis nach Sławno sind es elf Kilometer, bis nach Darlowo neun Kilometer. Der Fluss Łękawica (die Lankwitz) durchfließt das Dorf von Südwesten kommend und mündet drei Kilometer später bei Darłowo in die Wieprza (Wipper).
Benachbart sind: im Norden und Nordwesten der Stadtwald von Darłowo, im Norden auch das Dorf Krupy (Grupenhagen), im Nordosten und Osten Stary Jarosław (Alt Järshagen) und im Südwesten und Westen der Forst Nowy Kraków (Neu Krakow). Die höchste Erhebung des Ortes ist 31 Meter über NN.

## Ortsname
„Neu“ Järshagen (Nowy Jarosław) unterscheidet sich von „Alt Järshagen“ (Stary Jarosław), das ursprünglich nur „Järshagen“ hieß und den Zusatz erst nach der Anlage von Neu Järshagen hielt. Die polnische Namensgebung übernimmt diese Differenzierung.

## Geschichte
Neu Järshagen war ursprünglich ein herzoglicher Ackerhof, der um 1784 in vier Felder aufgeteilt war. Anfang des 19. Jahrhunderts wurde das Dorf angelegt, wobei die Mehrzahl der Häuser in Fachwerkbauweise und mit Stroh, Rohr oder Dachpappe gedeckt errichtet wurden. 1864 lebten hier bereits 324 Einwohner. Ihre Zahl sank bis 1939 auf 278.
Bis 1945 war Neu Järshagen eine Gemeinde im Amtsbezirk Järshagen (Sitz: Alt Järshagen) im Landkreis Schlawe i. Pom. im Regierungsbezirk Köslin der preußischen Provinz Pommern. Auch das Standesamt war in Alt Järshagen, während das Amtsgericht in Rügenwalde stand.
Gegen Ende des Zweiten Weltkriegs besetzten Anfang  März 1945 sowjetische Truppen den Ort. Nach Kriegsende wurde Neu Järshagen unter polnische Verwaltung  gestellt. Es begann danach die Zuwanderung polnischer Zivilisten vorwiegend aus den nunmehr zur Sowjetunion gehörigen Gebieten Ostpolens. Neu Järshagen wurde in  Nowy Jarosław umbenannt.  Die einheimische deutsche  Bevölkerung wurde in der Folgezeit von den polnischen Behörden in Richtung Westen vertrieben. 
Nowy Jarosław ist heute ein Teil der Gmina Darłowo im Powiat Sławieński der Woiwodschaft Westpommern ist. Hier leben jetzt etwa  200 Einwohner.

## Gorzebądz/Gohrbandshof
Die früher eingemeindete Ortschaft Gohrbandshof (Gorzebądz) grenzt an den Forst Neu Krakow (Nowy Kraków) und ist aus einem einzelnen abgelegenen Bauernhof entstanden, der heute etwa 300 Meter südlich von Nowy Jarosław liegt. Die alten Gebäude wurden in massiver Bauart errichtet. Bereits im 19. Jahrhundert hatte die Familie Bredow hier ihren Besitz. Letzter Eigentümer war Max Bredow.

## Kirche
Neu Järshagen gehörte vor 1945 bei überwiegend evangelischer Bevölkerung zum Kirchspiel Järshagen (Pfarrsitz war Alt Järshagen), in das die Filialkirchengemeinde Kugelwitz (Sitz: Alt Kugelwitz, heute polnisch: Chudaczewo) eingepfarrt war. Das Kirchspiel, das zum Kirchenkreis Rügenwalde in der Kirchenprovinz Pommern der Kirche der Altpreußischen Union gehörte, zählte 1940 insgesamt 1590 Gemeindeglieder. Alt und Neu Järshagen wurden zuletzt mitverwaltet von Pfarrer Johannes Heberlein aus Grupenhagen (Krupy).
Seit 1945 ist der Ort bei überwiegend katholischer Einwohnerschaft Teil der Pfarrei (polnisch: Parafia) Stary Jarosław (Alt Järshagen), zu der auch die Filialkirchen Kowalewice (Alt Kugelwitz) sowie Krupy (Grupenhagen) eingegliedert sind. Sie gehört zum Dekanat Darłowo im Bistum Köslin-Kolberg der Katholischen Kirche in Polen. Evangelische Kirchenglieder betreut das Pfarramt Koszalin (Köslin) in der Diözese Pommern-Großpolen der Evangelisch-Augsburgischen Kirche in Polen.

## Schule
Das Schulhaus von Neu Järshagen war vor 1945 je zur Hälfte Klassenraum und Lehrerwohnung. Es handelte sich um eine einklassige Volksschule, in der alle acht Jahrgänge in einem Raum unterrichtet wurden. Letzter deutscher Lehrer war Bruno Lossin.

## Verkehr
An das Verkehrsnetz ist der Ort über die   Woiwodschaftsstraße 205 (Bobolice (Bublitz) – Sławno – Darłowo) angebunden. Nowy Jarosław ist Bahnstation an der PKP-Strecke 418 (Korzybie (Zollbrück) – Sławno – Darłowo).